# Coenonympha mahometana
Coenonympha mahometana är en fjärilsart som beskrevs av Alphéraky 1881. Coenonympha mahometana ingår i släktet Coenonympha och familjen praktfjärilar. Inga underarter finns listade i Catalogue of Life.